# Conure d'Orcés
Pyrrhura orcesi · Conure d'Orcès
Espèce
Statut de conservation UICN

 EN C2a(ii) : En danger
Statut CITES
La Conure d'Orcès, parfois orthographié Conure d'Orcés, (Pyrrhura orcesi) est une espèce d'oiseaux de la famille des Psittacidae.

## Description
Cet oiseau mesure environ 22 cm pour une masse de 65 à 75 g. Son plumage présente une dominante verte. Le front est rougeâtre. Les yeux aux iris grisâtres à brun foncé sont cerclés de blanc rosé. Les couvertures alaires sont rouge vif et les rémiges bleues. La poitrine arbore une très légère écaillure. Le bec est corne et les pattes sont grises.
La femelle possède des lores verts (au lieu de rouges chez le mâle) et présente moins de rouge au front.
Le jeune est plus terne que la femelle avec moins de rouge sur le front et la courbure des ailes. Son ventre ne présente pas de coloration rouge foncé. Il a des iris brun foncé.

## Répartition
Cette espèce est endémique de la province d'El Oro en Équateur où sa population est extrêmement réduite (20 à 60 individus).

## Systématique
Cette espèce a été décrite par Robert Stirling Ridgely (d) et Mark Blair Robbins (d) en 1988.